# Cyclichthys spilostylus
Cyclichthys spilostylus es una especie de peces de la familia Diodontidae en el orden de los Tetraodontiformes.

## Morfología
Pueden llegar alcanzar los 34 cm de longitud total.

## Alimentación
Come invertebrados de cáscara dura.

## Hábitat
Es un pez de mar de clima tropical y asociado a los  arrecifes de coral que vive entre 3-90 m de profundidad.

## Distribución geográfica
Se encuentra desde el Mar Rojo hasta Sudáfrica, el sur del Japón, las Filipinas, Australia y Nueva Caledonia.

## Galería de imágenes

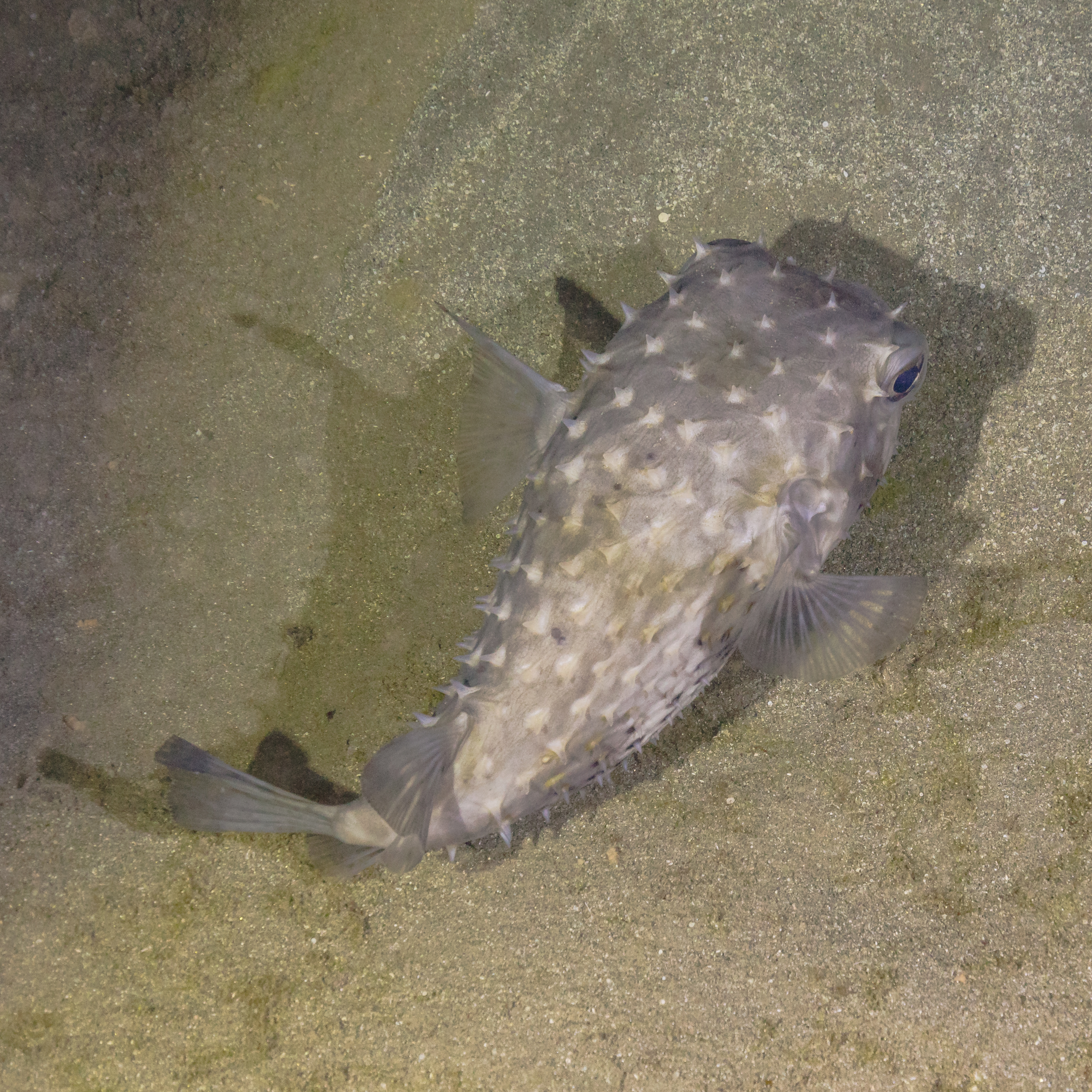
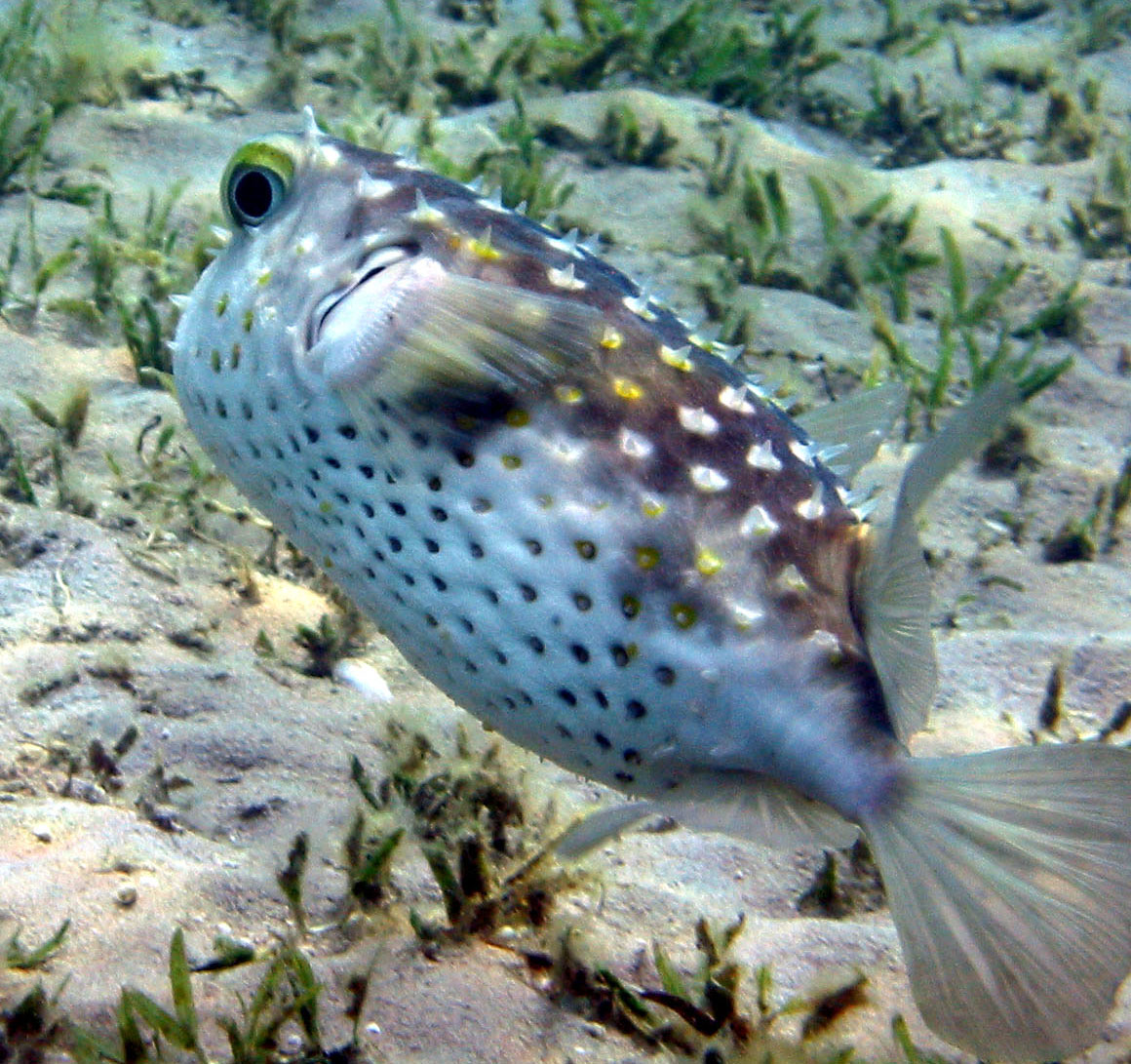
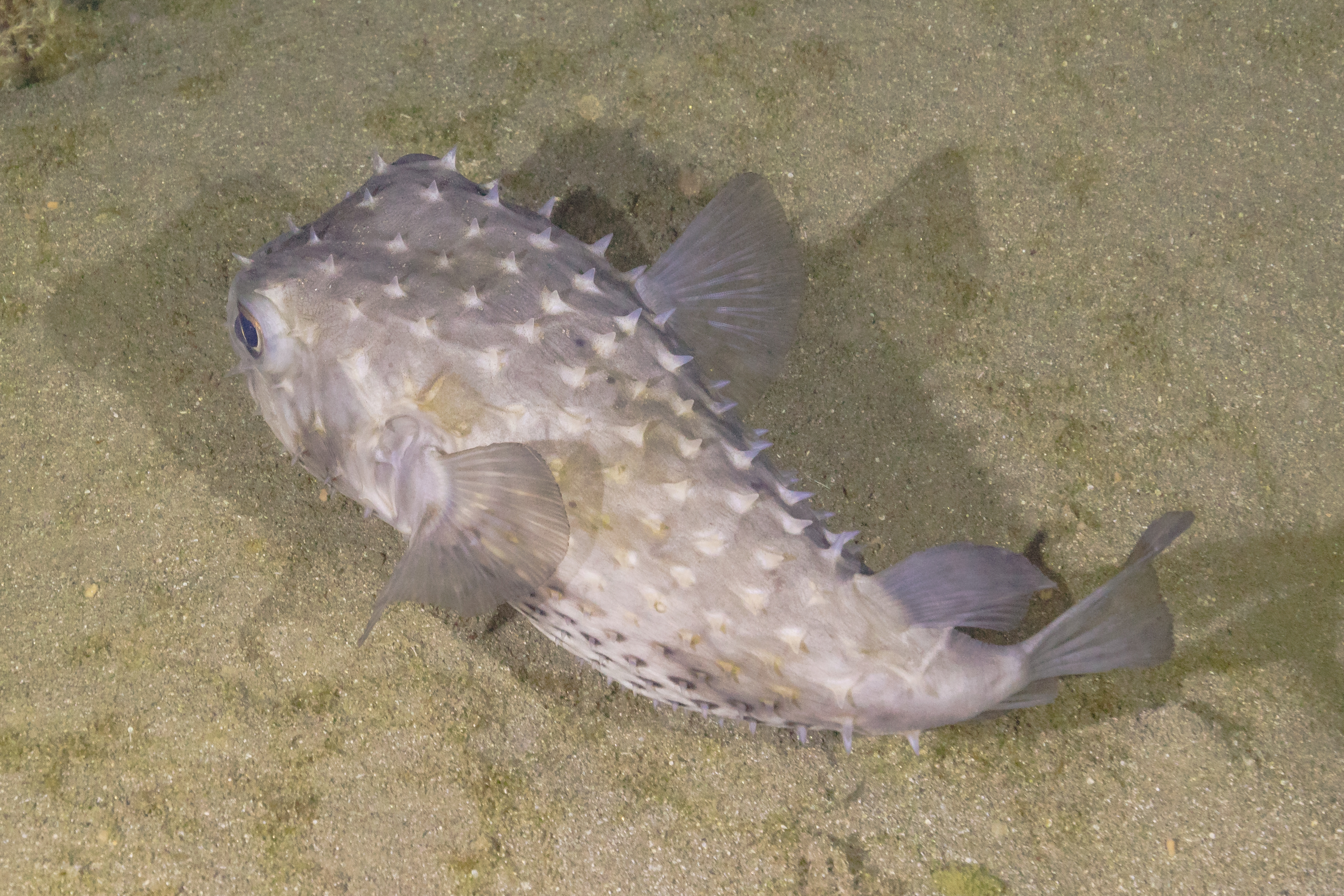
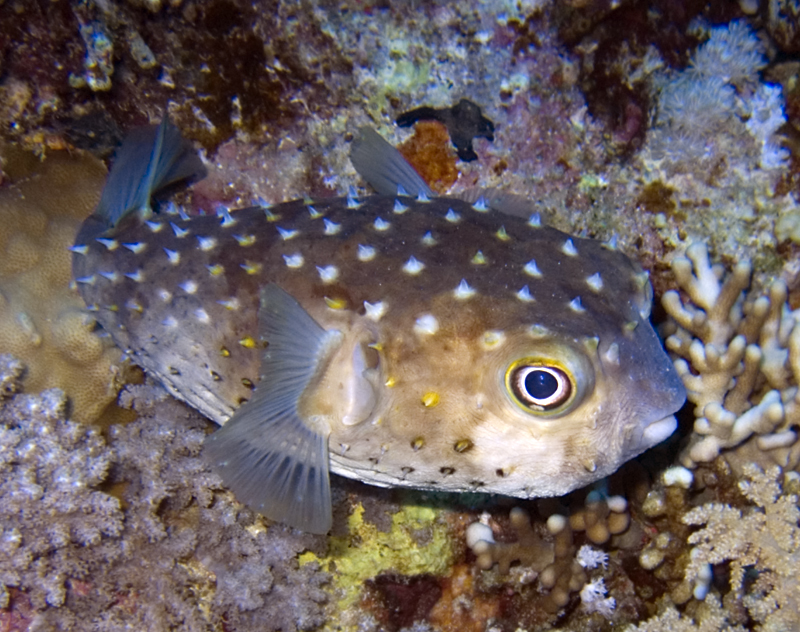
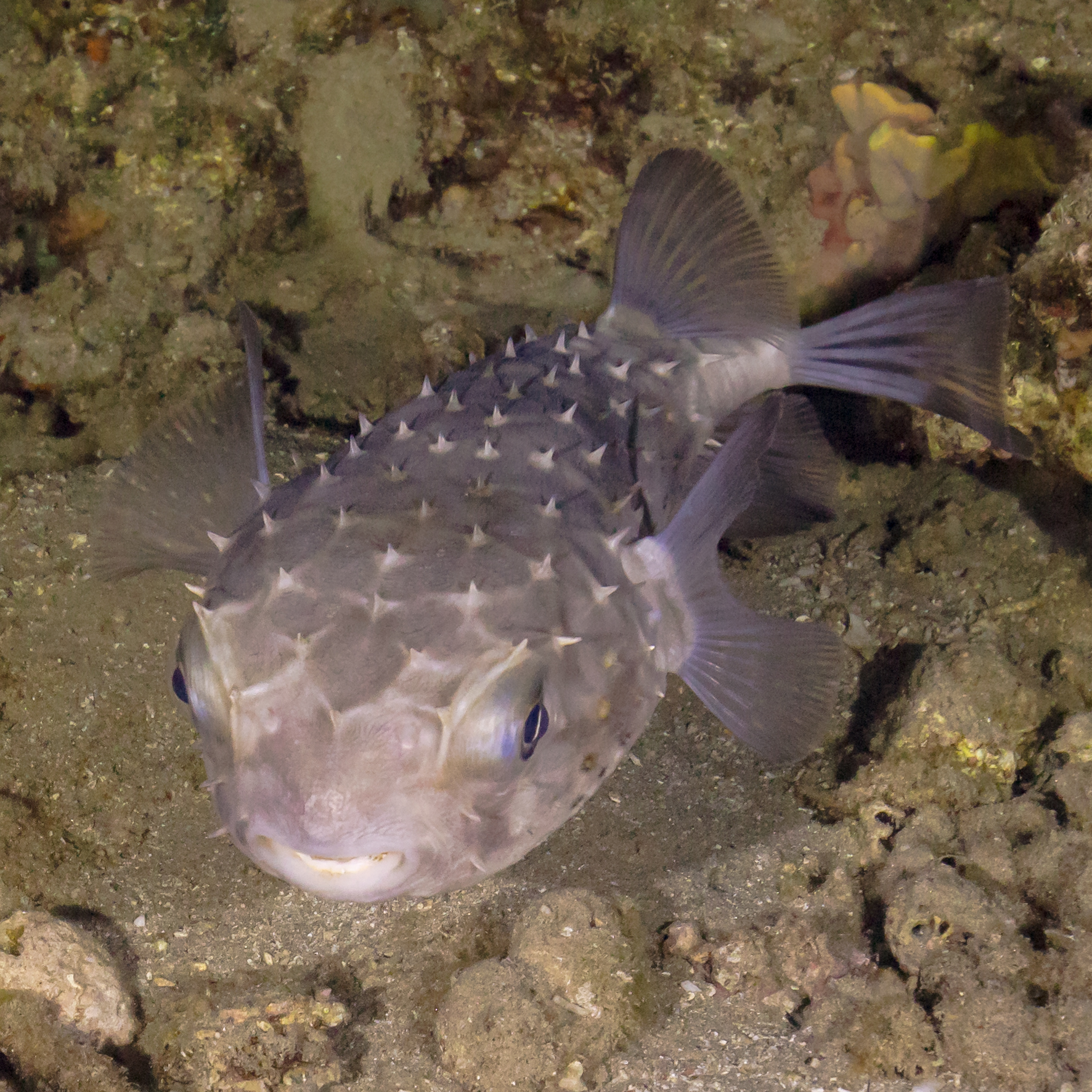
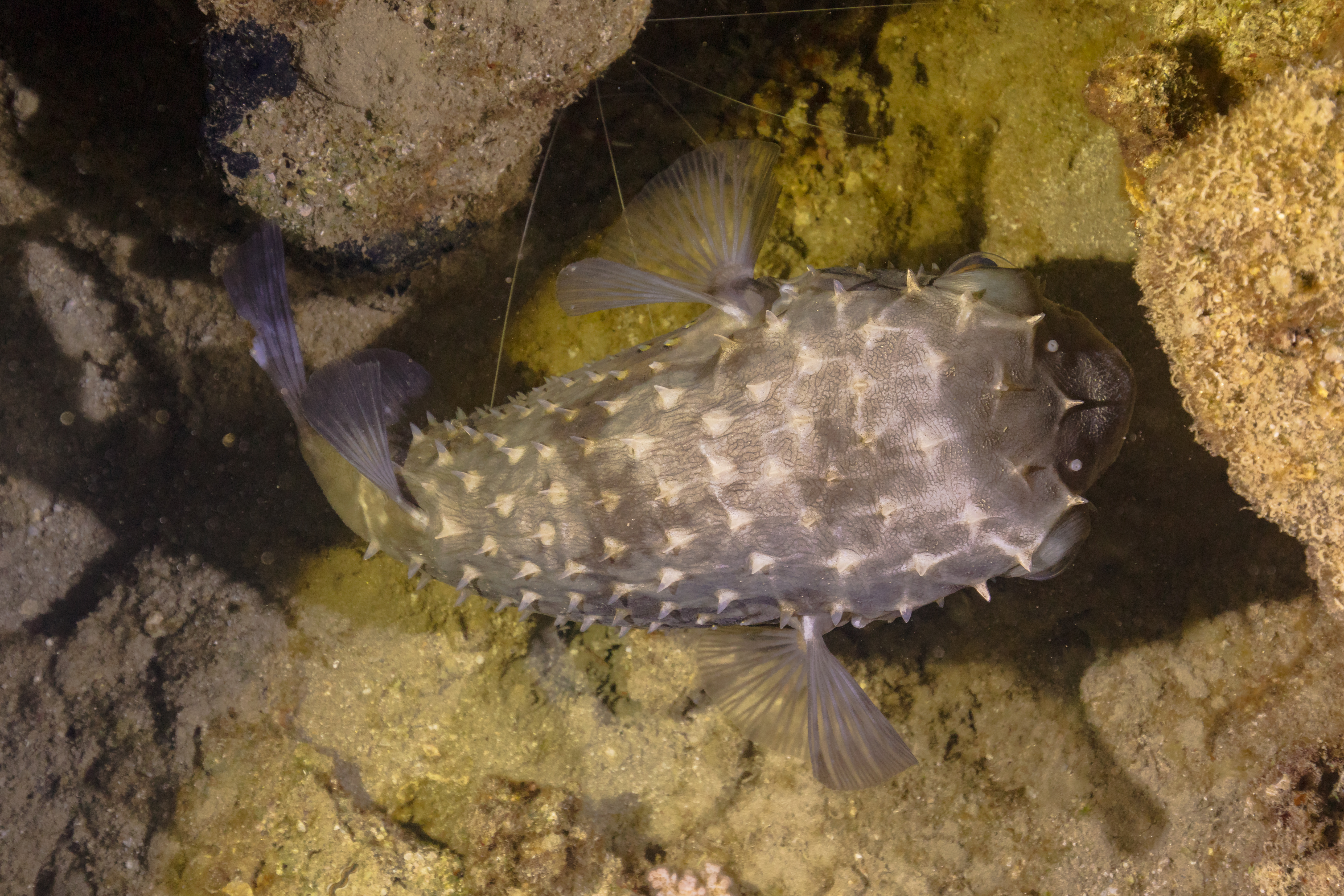